# Самба
Самба је плес који припада групи Латино-америчких плесова. Настао је у Бразилу. Од 1959. године спада у групу такмичарских спортских плесова. Као такав је високо стилизован и првенствено се игра у пару. Карактерише га велики број фигура који се заснива на две врсте кретања, а то су: боунце и контракције (боуце значи подизање и спуштање у коленима уз контракције карлицом а без видљиве промене висине). Ово је јако тешко али без тога плес губи велики део свог карактера. Такође, за разлику од осталих латино плесова где се парови незнатно померају, самба је ‘путујући’ плес и парови прелазе велике делове подијума користећи се шетњама, спиновима. Ово значи да се самба игра у плесном правцу по ободу сале као и стандардни плесови (валцер, танго…)

## Опис Самба плеса
Није тешко научити кораке самбе, као ни фигуре, али је тешко постићи карактер самбе при игрању. Да би се то постигло ефективније је вежбати основне кораке и пар изабраних фигура у којима су заступљени различити основни кораци, док се не постигне карактер, а касније ићи у сложеније фигуре.
Музика је омиљена, допадљива, али када се пусти, подијум за игру се прореди због тежине плеса и због добрих играча којима треба више простора. Музика: осредње брза, лагана. Такт: 2/4. Темпо: 52-54бпм.
За овај стил плеса се каже да је интернационални стил плеса. Међутим, прва асоцијација на самбу је Бразил и карневал у Рио Де Жанеиру. Самба је у Бразилу групни и соло карневалски плес и има више стилова.
Постоји неколико теорија о пореклу речи Самба. По једној овај израз води порекло из афричког дијалекта Киконго и значи ударац пупком. По другој у питању је сложеница из дијалекта Кимбунду, Сем-ба, што значи дај-примај. Постоји и плес истоименог назива кога називају претечом самбе. Оно што је сигурно је да је термин први пут забележен 1838. године у магазину Царапуцеиро где га је у негативном контексту употребио свештеник Мигуел Лопез Гама.
У савременом самбом се означава оригинална бразилска игра и музички жанр који је настао, као и већина ствари у Бразилу, мешавином афричких традиција са европским у јужноамеричким урбаним срединама попут Рио де Жанеира. Самба се развијала еволуирајући од ритуалног плеса црних робова до средства за културну еманципацију Афробразилаца и симбола бразилске културе.
Нико заправо не зна ко је први створио самбу, али је вероватно да је у питању група окупљена око (шп. Tia Ciate), давне 1917. године. Тада је Пело Телефоне снимио песму (шп. "Donga i Mauro Almeida"). И ранији снимци су били препознати као самба, али се ова песма сматра првим истинским снимком самбе. Она је извела самбу из гета и презентовала је широј публици.
Године 1928. Исмаел Силва и група самба композитора оформила је прву школу самбе. Они су унапредили музички жанр како би га прилагодили да се боље уклапа у карневалску параду. У том периоду радио-апарат је постао веома популаран и повећао је популарност самбе широм Бразила. Самба је постала званична бразилска музика, а (порт. "Aqarela do Brasil") прва бразилска химна у иностранству.
Софистицирани уметници као што су (шп. Dorival Caymmi), (шп. Custódio Mesquita), (шп. Harivelto Martins),(шп. Harivelto Martins), (шп. Pedro Caetana), водили су самбу различитим путевима. Тако се она временом развила у различитим правцима, који су и дан данас веома популарни на карневалу. Један стил самбе је створен од стране белаца средње сталежи, а то је босса нова.
Кармен Миранда популаризовала је самбу изван Бразила путем својих филмова, и увела је бразилске ритмове у САД и Европу. Од тада самба је доживела метаморфозу, а кораци су постали више стилизовани и стандардизовани.
Високо урбанизована подручја довела су до стварања првих популарних ноћних клубова, који су производили сопствени синкопирани стил назван samba choro или gafleira samba. Такође, 30-их година 20. века настала је и samba de breque, где су користили паузе у музици које су биле испуњене говорима налик реп музици. У Сао Паолу и Бахији самба је попримила делове локалних култура.
Самба има веома упечатљиве и разнолике ритмове који су саставни део сваке песме, што обогаћује музику и доноси узбуђење приликом слушања. Често се назива и као „јужно-амерички валцер“, јер садржи подизање и спуштање, што су покрети вични валцеру.
У Европу је Самба стигла двадесетих година, али није одмах постала популарна због тада владајуће Чарлстон грознице. За своје место се изборила тек у 50-им годинама када је постала интернационални спортски такмичарски плес.